# Peymeinade
 Peymeinade  es una población y comuna francesa, en la región de Provenza-Alpes-Costa Azul, departamento de Alpes Marítimos, en el distrito de Grasse y cantón de Saint-Vallier-de-Thiey.

## Demografía
| 1247 | 1765 | 3229 | 4479 | 6293 | 7120 |
| Para los censos de 1962 a 1999 la población legal corresponde a la población sin duplicidades (Fuente: INSEE [Consultar]) |      |      |      |      |      |